# 추밀원 (캐나다)

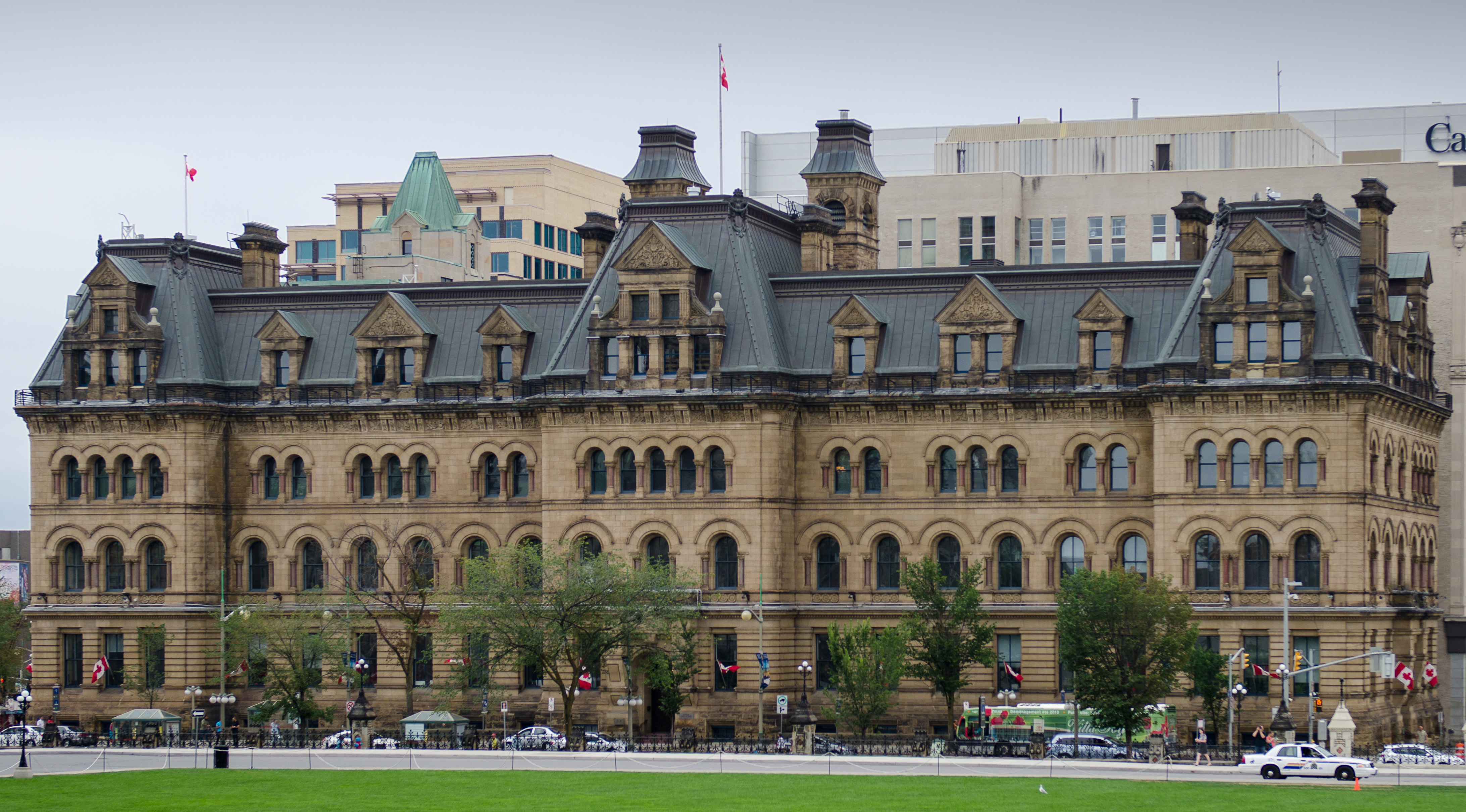
오타와의 랑쥐뱅 블록은 캐나다의 추밀원과 국무총리실이 있는 건물이다.

추밀원(樞密院, 영어: Queen's Privy Council for Canada, 프랑스어: Conseil privé de la Reine pour le Canada)은 캐나다의 군주의 자문기관이다. 때로는 영어로 Her Majesty's Privy Council for Canada라고 부르며 단순하게 Privy Council라고도 부른다. 책임정부의 신념으로 군주, 부왕, 총독은 거의 모든 상황에서 내각의 자문을 따른다. 캐나다의 총독은 총리의 안내로 추밀원의 직책을 맡는 고문관들을 종신임명한다.

## 추밀원에 있어서의 왕

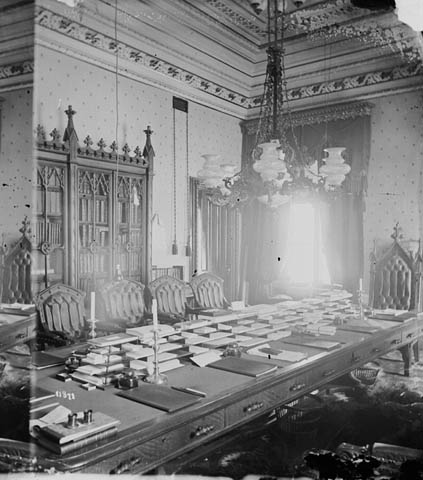
1880년대의 추밀원사무처

캐나다 정부의 공식 이름은 국왕 폐하의 정부(영어: His Majesty's Government)이다. 국왕 폐하의 정부라는 용어는 캐나다의 헌법에서 왕이 추밀원의 자문에 따라 행동한다고 명시되었다. 정치적으로 왕의 존엄성은 추밀원에 있어서의 왕 또는 왕의 대리인인 캐나다의 총독의 관점으로 추밀원에 있어서의 총독이라고 부른다. 추밀원 밑에서 일하는 고문관들은 캐나다 정부에게 자문과 지원을 제공하는 위원회로 국왕 폐하의 캐나다 추밀원(영어: King's Privy Council for Canada)이라고 칭하지만 추밀원 소속의 위원회는 상원과 하원 출신의 대신들로 구성된 내각이 관례적으로 군주와 총독에게 특권을 어떻게 행사하는지 조언을 제공하는 일을 수행한다. 관례로 내각의 일원 중에 한 명은 추밀원장으로 근무 그리고 각료들은 추밀원사무처장이 이끄는 추밀원사무처로부터 업무에 도움을 받은 상황에서 내각은 별개로 존재하지만 추밀원 안에 공존한다.
군주 아니면 연방을 대표하는 부왕은 친서 또는 국새가 증명한 추밀원칙령을 발표하는 방법으로 통치한다. 입헌군주제와 책임정부의 윈칙으로 이러한 통치 방법은 일반적으로 법적 구속력이 있는 각료의 조언으로 실행하지만 군주와 총독은 예외적인 헌정의 위기가 일어날 때에 편무적으로 권한을 행사를 할 수 있다. 내각은 추밀원의 여느 그날그날의 일들을 관리한다. 추밀원에서 열리는 회의의 의결정족수는 4표이다.

## 구성원
1867년 헌법의 개요에 따라 총독은 사람을 추밀원의 고문관으로 소집과 임명한다. 그렇지만 관행은 현직 총리의 자문의 권력만으로도 총독에게 사람을 추천한다. 추밀원의 전체적인 역할은 영국의 국왕이라는 법인에게 매게체를 제공해 주는 일로써 고문관들은 대부분 국왕 밑에서 일하는 전직 그리고 현직 각료들이다. 게다가 생존하는 전직 현직 대법원장과 전직 총독도 고문관으로 임명한다. 가끔은 하원의 제1 야당의 당수와 그밖의 하원에 진출한 소수 야당의 당수들은 추밀원의 고문관으로 임명한다. 또한 법률상 정보보안검토위원회에 있는 위원들도 추밀원 소속의 고문관의 역할을 수행해야 한다. 정무차관이 추밀원 밑에서 일하는 고문관으로도 임몀해야 한다고 주장하는 총리는 지금까지 폴 마틴 전직 총리밖에 없다.
추밀원의 고문관으로 임명한 사람들은 캐나다의 공용어인 영어 또는 프랑스어로 이 선서를 반드시 외워야 한다:
영어판: I, [name], do solemnly and sincerely swear (declare) that I shall be a true and faithful servant to Her Majesty Queen Elizabeth the Second, as a member of Her Majesty's Privy Council for Canada. I will in all things to be treated, debated and resolved in Privy Council, faithfully, honestly and truly declare my mind and my opinion. I shall keep secret all matters committed and revealed to me in this capacity, or that shall be secretly treated of in Council. Generally, in all things I shall do as a faithful and true servant ought to do for Her Majesty. So help me God.

프랑스어판: Moi, [nom], je jure (déclare) solennellement et sincèrement que j'agirai en fidèle et loyal serviteur de Sa Majesté la Reine Elizabeth Deux, en ma qualité de membre du Conseil privé de Sa Majesté pour le Canada. J'exprimerai fidèlement, honnêtement et en toute vérité, mon sentiment et mon opinion sur toute chose traitée, débattue et résolue en Conseil. Je tiendrai secret tout ce qui me sera confié ou révélé en cette qualité, ou tout ce dont il sera traité secrètement en Conseil. J'agirai en toutes circonstances comme il convient à un fidèle et loyal serviteur de Sa Majesté. Ainsi Dieu me soit en aide.

주지사들은 보통 추밀원의 고문관으로 임명하지 않는다. 하지만 예외적으로 고문관으로 특별히 임명한 경우도 있었다. 예들들면 1967년 캐나다 백주년과 1982년 페이트리에션이라는 정치적인 행사 때에 일어났다. 캐나다 연방 125주년인 1992년 캐나다의 날에 그 당시의 총독인 라몬 존 너티신은 전직 온타리오 수상 데이비드 피터슨, 은퇴했던 아이스하키 스타 모리스 리차르, 사업가 콘래드 블랙을 포함한 캐나다의 유명한 시민 18명을 고문관으로 임명하였다. 그 이후로 이러한 특별한 임명은 다소 주춤했다가 2006년 2월 6일 스티븐 하퍼 총리가 총독에게 전직 하원 의원인 존 레이놀즈를 고문관으로 임명할 것을 조언하였고 더불어 28대 캐나다 내각이 시작하였다. 2007년 10월 15일 스티븐 하퍼 총리는 총독에게 짐 애버트를 고문관으로 임명할 것을 조언하였다.
외국인이 가끔 고문관으로 임명하여 캐나다의 추밀원에서 활동하는 경우가 있다. 예를 들면 영국의 윈스턴 처칠 총리는 1941년 12월 29일 캐나다에 방문했을 때 고문관으로 임명하였다.
추밀원의 고문관들의 이름 앞에 The Honourable라는 경칭을 부여 받는다. 하지만 총리, 대법원장, 그리고 예외적으로 저명한 인물들의 이름 앞에 The Right Honorable라는 경칭을 부여 받는다. 또한 모두 다 추밀원의 영어 번역인 Privy Council의 약자인 PC 또는 프랑스어 번역인 Conseil privé의 약자인 CP라는 경칭을 공통적으로 부여 받는다. 1967년 이전에는 캐나다 안에서 The Right Honourable을 부여 받았던 예는 캐나다 국왕의 본거지인 영국의 수도 런던의 추밀원으로부터 임명된 고문관들이었다. 즉 영국과의 관계가 가까웠던 캐나다의 총리, 대법원장, 일부의 원로 각료와 그외의 저명한 인물들이었다. 이런한 관례가 레스터 피어슨 총리의 행정부터 끝났지만 현재까지도 이 경칭은 대체로 총리와 대법원장들 사이에 쓰여진다. 1992년 총독은 현역 정치에서 손을 오랫동안 뗏던 원로 고문관 몇 명이 The Right Honourable을 예외적으로 부여 받도록 승락하였다. 또한 2002년 장 크레티앵 총리는 원로 고문관 허브 그레이가 의회 활동의 은퇴를 고려해 The Right Honourable을 부여 받기로 추천하였다.

## 역사
윌리엄 라이언 매켄지 킹 전 총리는 1947년에 1772년 왕실결혼법에 따라 엘리자베스 공주가 필립 마운트배튼와의 결혼을 동의하기 위해서 추밀원 회의를 소집하였다. 킹 전 총리는 캐나다의 군주제가 독립적인 존재라고 보여주기 위해서 캐나다인을 영국 추밀원의 고문관으로 초청을 고려하였던 조지 6세의 제안을 거절하였고 이어서 그는 캐나다의 정치적 독립성 공포할려는 목적으로 캐나다 추밀원에서 직접 회의를 열렸다.
캐나다 역사상 추밀원이 영국 군주의 면전에서 두 번 모였다. 첫째는 엘리자베스 2세가 1957년 캐나다 추수감사절 때 오전 10시에 군주의 캐나다 거주지인 오타와 시 리도 홀 안에서 회의를 거행하였다. 거기서 엘리자베스 2세는 일시적으로 고문관으로 임명하였던 그녀의 배우자 에든버러 공작 필립과 캐나다 추밀원 고문관 22명과 모여서 이 회의의 의장을 맡았던 결과로 추밀원령을 승인하였다. 2년 후 엘리자베스 2세는 조르주 바니에르가 총독으로 임명을 확정하기 위해서 헬리팩스에서 또다시 추밀원 회의를 거행하였다. 비록 추밀원이 영국 군주의 면전에서 회의를 실행하는 일이 헌법적으로 타당하지 않다는 추측이 돌았지만 그 때 당시의 총리인 존 디펜베이커는 그 추측에 대해서 불법이라고 여기지 않았으며 그는 엘리자베스 2세가 캐나다의 군주로서의 지위와 영국의 군주로서의 지위를 따로 구별해야한다고 주장하였다.
캐나다 추밀원이 마지막으로 모였던 공식적인 회의가 1981년에 웨일스 공 찰스가 다이애나 귀부인와의 결혼을 동의에 대한 회의였다. 3월 27일 당시의 리도 홀에서 보라 라스킨 대법원장을 포함한 12명, 피에르 트뤼도 전 총리, 몇 명의 내각 장관들, 스탠리 놀스 전 신민주당 당수와 알빈 해밀턴 옛 캐나다 진보보수당 당수가 회의에 포함되었다. 거기서 모두 다 웨일스 공의 약혼에 대해서 찬성의 뜻을 보여줬고 곧이어 샴페인으로 건배하였다. 그 때 당시 추밀원사무처 소속의 정부 조직 (Machinery of Government) 관료였던 데이비드 브라운(David Brown)은 캐나다의 신문지 글로브 앤드 메일의 인터뷰에서 만약에 추밀원이 웨일즈 공 찰스의 약혼을 인정하지 않았다면 그의 자손들이 캐나다의 군주의 후계자가 될 수 없었다고 발혔으며 1931년 웨스트민스터 헌장의 관행과 모순된 상황으로 영국 연방 왕국 안에서 국왕과의 통일된 관계를 분열할 수 있는 행위라고 설명하였다. 웨일스 공 찰스와 카밀라 부인의 약혼을 발효한 후, 법무부는 이 약혼이 군주의 후계자에 영향을 주지 않다는 결론의 바탕으로 추밀원 회의를 소집하지 않겠다고 발표했다.

## 참고 자료
1. ↑  캐나다의 정치학자 유진 포시는 이렇게 설명하였다. "캐나다에서, 국가 원수는, 예외적 상황에서, '장관'이 곧 '종'을 뜻한다는 것을 망각하고서 스스로 주인이 되려고 하는 수상과 장관들부터 의회와 국민을 보호할 수 있다. 예를 들면 국가 원수는 내각이 아직도 활동을 하지 않고 투표로 새롭게 선출한 하원을 해산하는 움직임을 거부 할 수 있으며 아니면 각료들이 계속되는 총선거로 국민에게 강요하여 복종케 하는 일을 거부할 수 있다."[6] 그리고 기자 겸 해설자 래리 졸프는 이렇게 설명하였다. "총독은 조급하게 의회의 죽음을 요구하는 무자비한 총리의 뜻을 좌절시키기 위한 조치를 반드시 취해야 한다."[7] 이러한 문제가 되었던 예는 부왕의 의무를 행사했던 줄리안 H.G. 빙, 제1대 빙 자작, 존 C. 보언[8], 프랭크 린지 바스테도[9] 등 이 있었다.
2. ↑  양위로 인한 새로운 군주의 즉위식 또는 왕족의 결혼식과 같은 국가와 관련된 대규모 행사들은 추밀원 속속의 고문관 중에서 총리, 대법원장, 그외의 지위가 높은 정치인들이 참석한다. 그렇지만 이론적으로 모든 추밀원 소속의 고문관들은 이런 행사에 초청될 수 있더라도 실제로는 그 당시의 총리가 어떻게 판단하느냐에 따라 초청권이 결정된다.
3. ↑  두 가지 이유가 있다. 첫째, 명예고문관으로 임명하여 정부에 제외받는 우려를 줄인다. 둘째, 정보보안법에 따라 민감한 정보를 배포하는 행위를 용이하게 할 수 있다.

## 같이 보기
- 캐나다 추밀원 고문관 목록 (1867–1911)